# Gio Carreras
Giorgina Carreras (begur, 9 juni 1989) is een Spaans voetbalspeelster. Zij speelde voor het vrouwenelftal van Valencia en PSV. 20 april 2022 kondigde ze aan om aan het einde van het seizoen te stoppen met voetbal.  

## Statistieken
| Seizoen | Club     | Land      | Competitie | Competitie | Competitie | Beker | Beker | Internationaal | Internationaal | Totaal | Totaal |
| Seizoen | Club     | Land      | Competitie | Wed.       | Dlp.       | Wed.  | Dlp.  | Wed.           | Dlp.           | Wed.   | Dlp.   |
| ------- | -------- | --------- | ---------- | ---------- | ---------- | ----- | ----- | -------------- | -------------- | ------ | ------ |
| 2017/18 | Valencia | Spanje    | PDV        | 25         | 0          | 2     | 0     | -              | -              | 27     | 0      |
| 2018/19 | Valencia | Spanje    | PDV        | 18         | 0          | 0     | 0     | -              | -              | 18     | 0      |
| 2019/20 | Valencia | Spanje    | PDV        | 12         | 0          | 0     | 0     | -              | -              | 12     | 0      |
| 2020/21 | PSV      | Nederland | Eredivisie | 9          | 0          | 5     | 0     | -              | -              | 14     | 0      |
| 2021/22 | PSV      | Nederland | Eredivisie | 15         | 0          | 2     | 0     | 2              | 0              | 19     | 0      |
| Totaal  | Totaal   | Totaal    | Totaal     | 79         | 0          | 9     | 0     | 2              | 0              | 90     | 0      |

Laatste update: 13 juli 2022.
1 Evrard ·
2 Thrige ·
3 Hendriks ·
4 Buurman ·
5 Bross ·
6 Folkertsma ·
9 Smits ·
10 Ripa ·
11 Jansen ·
14 Strik ·
16 Alkemade ·
17 Jacobs ·
18 Dessing ·
19 Stoit ·
20 Nijstad ·
21 Lacroix ·
22 Derks ·
23 Kemper-Moorrees ·
24 Henschen ·
25 Frijns ·
26 Pondes ·
27 Xhemaili ·
29 Kalma ·
30 Verheijen ·
Coach: Ten Berge
· Assistent-coach: Van Dael